# Menhire von Rottenburg-Lindele
Die Menhire von Rottenburg-Lindele sind zwei verzierte vorgeschichtliche Menhire (Statuenmenhire) aus Rottenburg am Neckar im Landkreis Tübingen in Baden-Württemberg. Sie befinden sich heute im Archäologischen Landesmuseum Baden-Württemberg in Konstanz.

## Lage und Fundgeschichte
Die Steine wurden zwischen 1984 und 1995 im Norden der Stadt Rottenburg in der Straße Im Lindele bei der Ausgrabung eines eisenzeitlichen Gräberfelds von dem ehrenamtlichen Mitarbeiter des Landesdenkmalamtes Tübingen Waldemar Stefiuk bei einer Geländebegehung im Rahmen der Baumaßnahmen entdeckt und auf Grund von Fundstücken, die bei Baggerarbeiten zu Tage kamen, unverzüglich an Hartmann Reim bei dem Landesdenkmalamt in Tübingen gemeldet. Es konnte somit sofort mit den Bergungsarbeiten ohne größere Zerstörungen der archäologischen Befunde begonnen werden. Der Entdecker war bei der Bergung sowie zeichnerischen Dokumentation der Funde in der Anfangsphase 1985 aktiv beteiligt.
Es datiert zwischen 800 und 200 v. Chr. und bestand aus 71 Grabhügeln sowie zahlreichen Flachgräbern und Brandgruben. Die Menhire wurden dort sekundär als Grabstelen verwendet, sind aber selbst deutlich älter als das Gräberfeld. Nur wenige hundert Meter südwestlich wurde in der Herderstraße ein weiterer verzierter Menhir entdeckt.

## Beschreibung

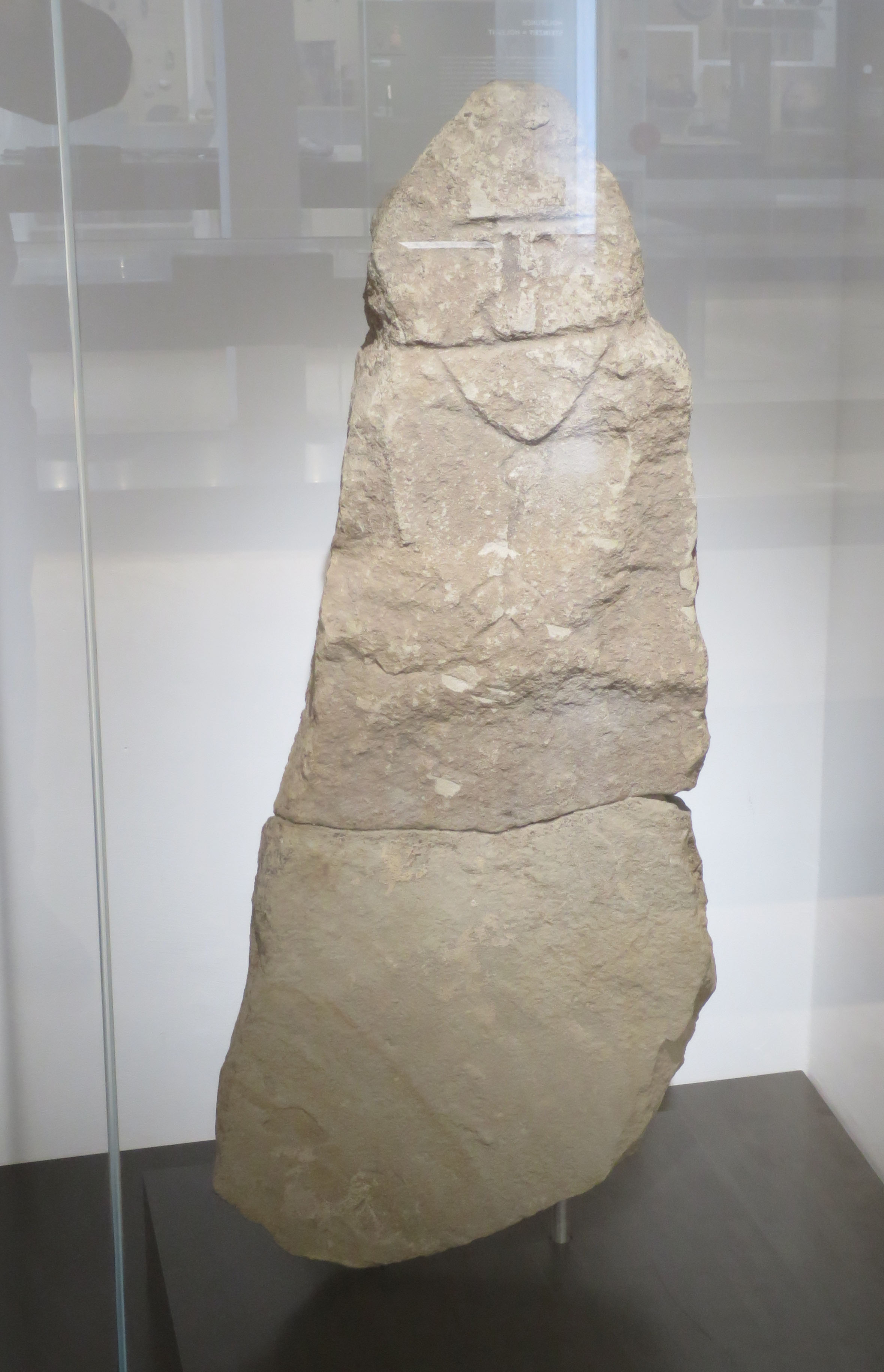
Menhir I im Archäologischen Landesmuseum Baden-Württemberg

Beide Menhire bestehen aus Sandstein. Sie sind beide plattenförmig und verjüngen sich nach oben. Beide Steine weisen am oberen Ende stilisierte Gesichtsdarstellungen auf.
- Menhir I hat eine relativ glatte Oberfläche und ist 123 cm hoch. Er ist etwas unterhalb der Mitte bereits in urgeschichtlicher Zeit zerbrochen. Als Begrenzung des Gesichts sind zwei waagerechte Striche erkennbar, dazwischen runde Löcher und Striche für Augen, Nase und Mund. Unterhalb des Gesichts ist wohl ein Halsband mit einem Anhänger abgebildet.
- Menhir II hat eine unregelmäßig geformte Oberfläche und etwas höher als Menhir I. Die Darstellung auf Menhir II ist etwas schlechter erhalten aber dennoch gut zu erkennen. Zwei im spitzen Winkel zueinander stehende Linien kennzeichnen das untere Ende des Gesichts. Durch eine senkrechte Rinne und zwei Löcher sind die Nase und die Augen gekennzeichnet. Auch über die Brust verlaufen mehrere Linien, darunter eine horizontal und eine im Halbkreis.

Das Alter der beiden Menhire lässt sich nur durch stilistische Vergleiche ermitteln. Die Steine ähneln sehr stark mehreren verzierten Menhiren, die aus Sachsen-Anhalt bekannt sind, etwa dem Menhir von Schafstädt und dem Menhir von Pfützthal, die in die endneolithische Schnurkeramik-Kultur (2800–2200 v. Chr.) datieren. Es ist daher plausibel, auch die Menhire von Rottenburg dieser Zeit zuzurechnen und ihre Verwendung in dem eisenzeitlichen Gräberfeld als sekundäre Nutzung anzusehen.